# Holyhead-Mountain-Gruppe

Übersicht

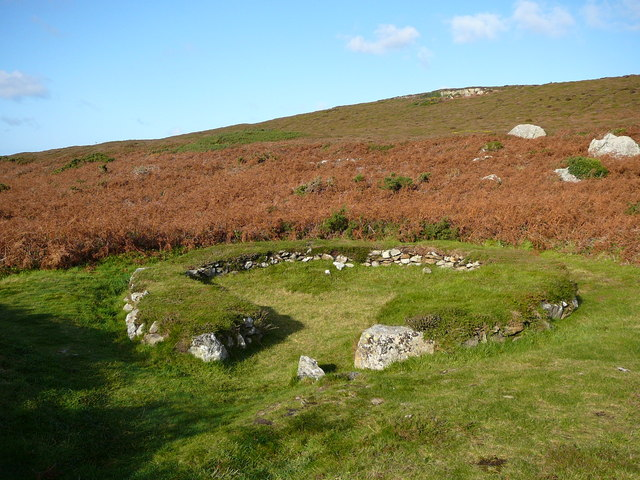
Hütte der Holyhead Mountain Gruppe

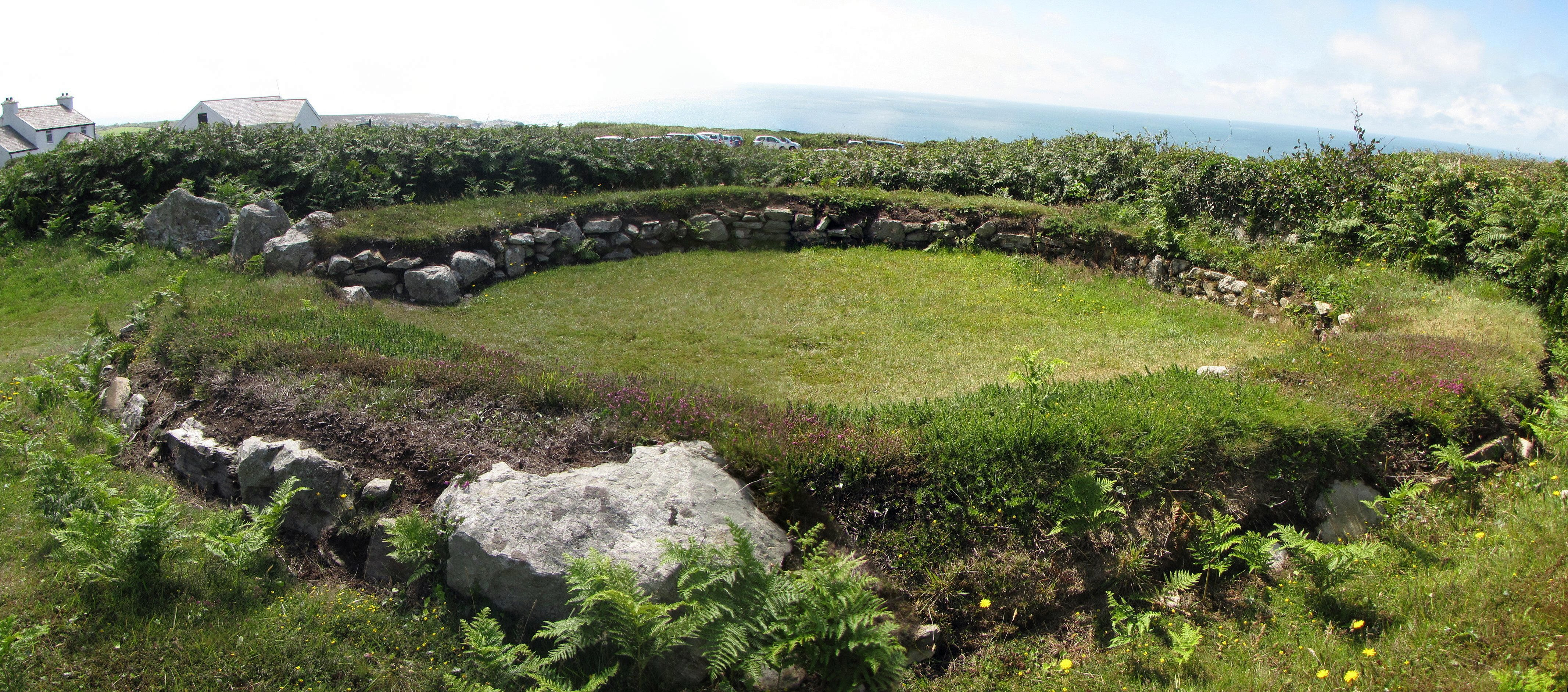
Hütte Ty Mawr der Holyhead Mountain Gruppe

Die Hütten der Holyhead-Mountain-Gruppe (englisch Holyhead Mountain Hut Group oder the Irishmen's Huts – walisisch Cytiau'r Gwyddelod  genannt) liegt in Trearddur, westlich von Holyhead, auf Holy Island, der zu Anglesey gehörenden Nebeninsel in Wales. 
Die Hüttengruppe liegt auf einer Terrasse im Südwesten des Berges, in der Nähe der South Stack-Klippen. Es ist unklar wie alt die Siedlung ist. Die Einstufungen reichen vom Neolithikum bis in die Dunklen Jahrhunderte. Wahrscheinlich stammen viele der Strukturen aus der Eisenzeit. Die Stätte wurde in den 1860er Jahren ausgegraben, als mindestens 50 Gebäude erfasst wurden. Viele Hütten wurden Anfang des 20. Jahrhunderts restauriert. Teile der Stätte wurden zwischen 1978 und 1982 freigelegt. Heute sind die Steinsockel von 20 Gebäuden sichtbar. 
Die niedrigen Steinmauern sollen das Dach eines aus Pfählen gebildeten Kegels gestützt haben. Die größeren Gebäude haben innen Holzpfosten, die die oberen Enden der Dachpfosten stützten. Die Struktur wurde mit Stroh oder Rasen bedeckt (ähnliche rekonstruierte runde Häuser stehen bei Flag Fen). Nicht alle Gebäude waren rund, einige waren oval mit inneren Trennwänden, andere hatten lange Gänge und andere wirkten zwar als kleine Lager oder Werkstätten. Alkoven oder Herde und ein Steinspülbecken waren in einigen Gebäuden zu finden. Die Gebäude, die als Häuser interpretiert werden, haben Durchmesser von 6,0 bis 10,0 Meter.
Die Funde umfassen Pfeilspitzen aus Feuerstein, einen Teil einer Steinaxt und Reste aus dem Spätneolithikum oder der frühen Bronzezeit sowie einen kleinen Haufen römischer Münzen.

Hüttenkreise von Cytiau Celtaidd
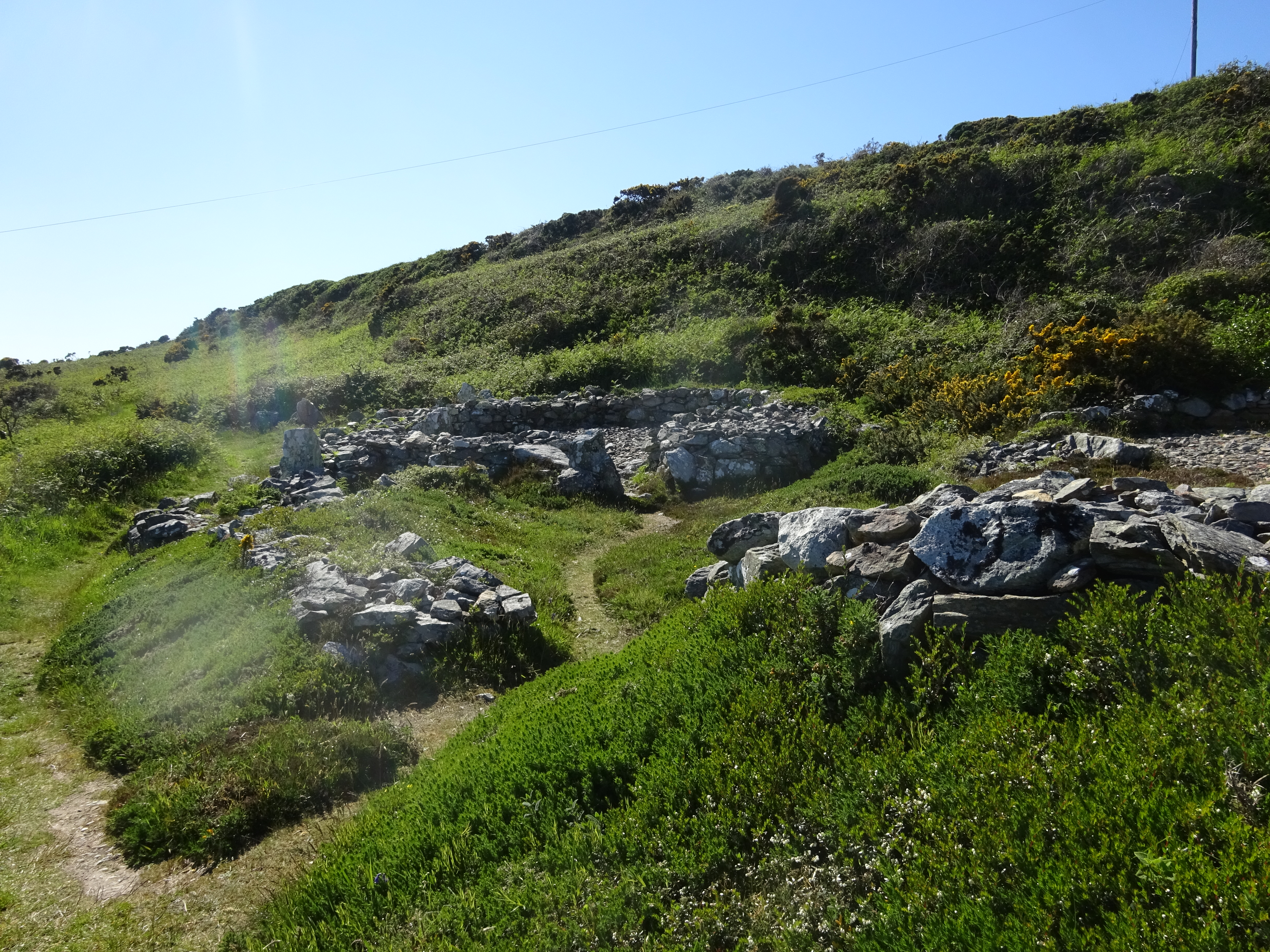
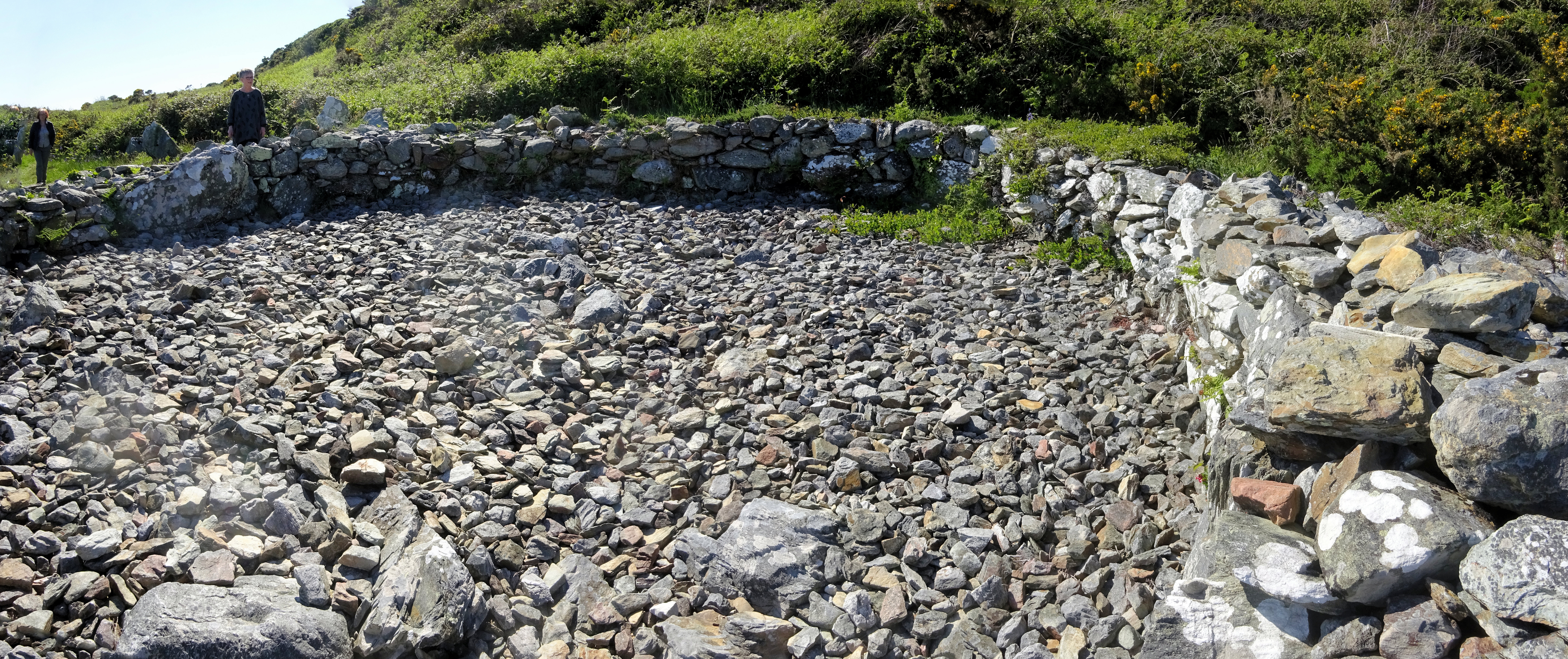
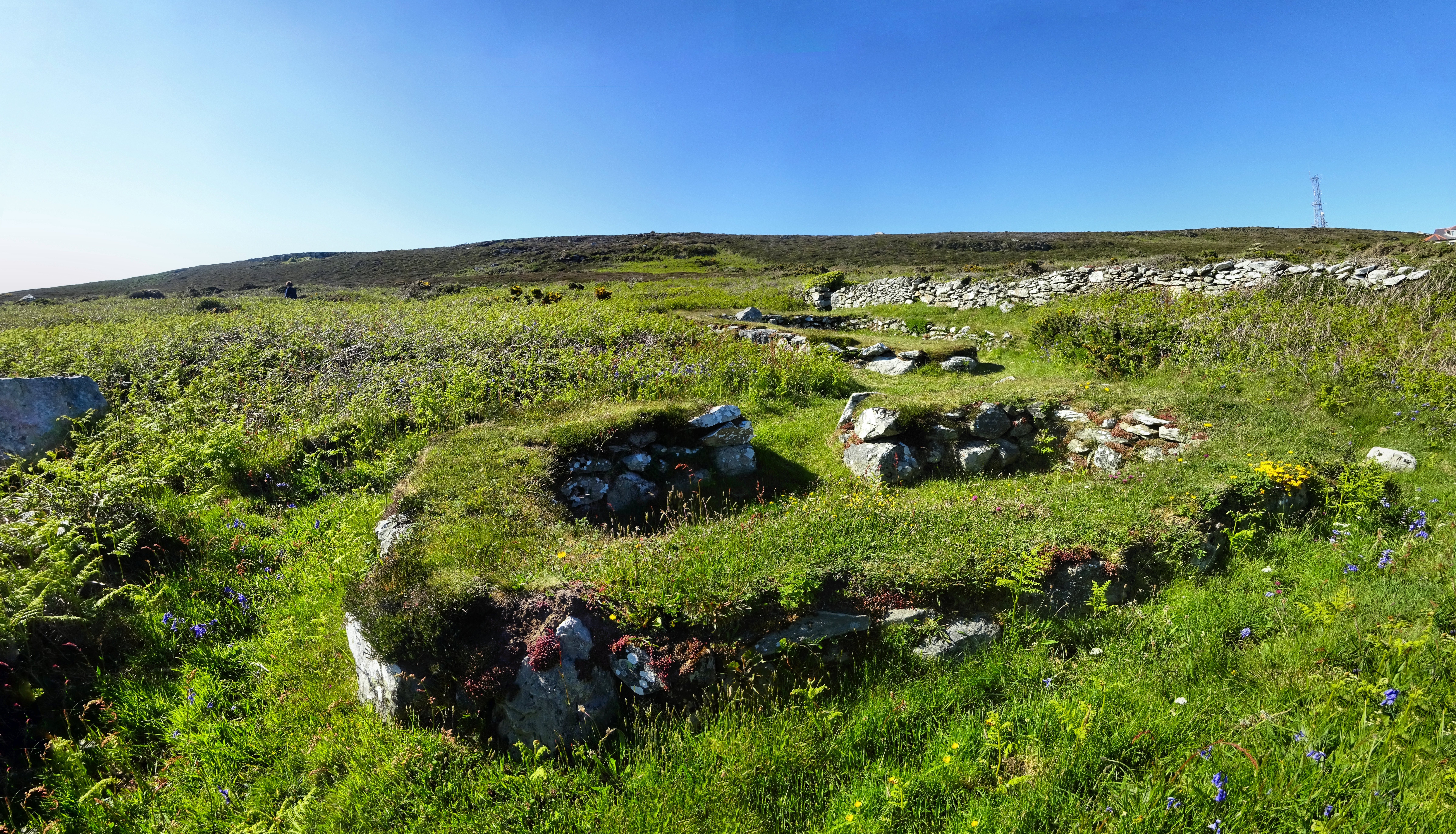
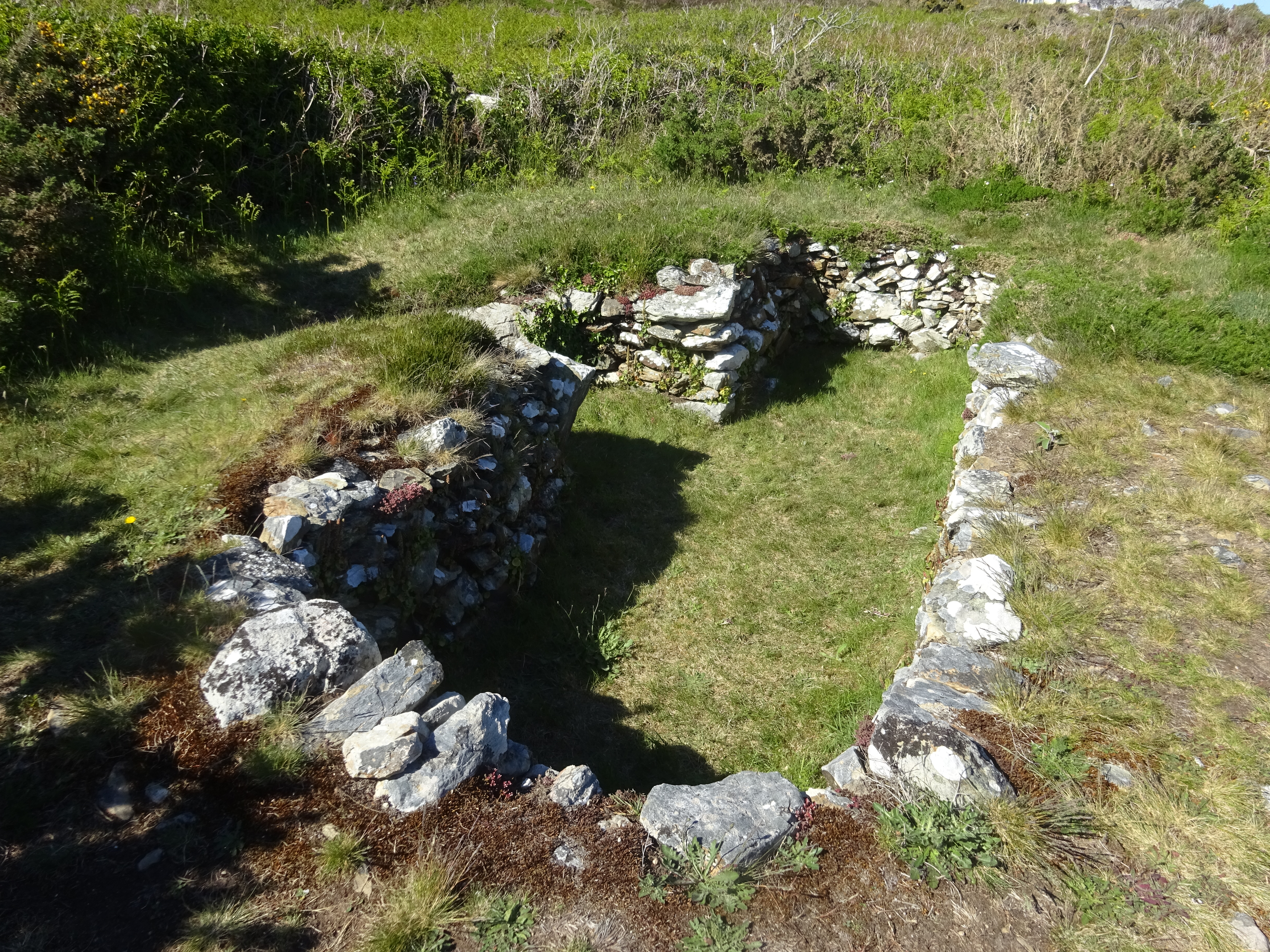